# Michael Allendorf
Michael Allendorf (* 16. September 1986 in Heppenheim) ist ein ehemaliger deutscher Handballspieler. Er spielte in der Handball-Bundesliga unter anderem bei der MT Melsungen und der HSG Wetzlar.

## Karriere

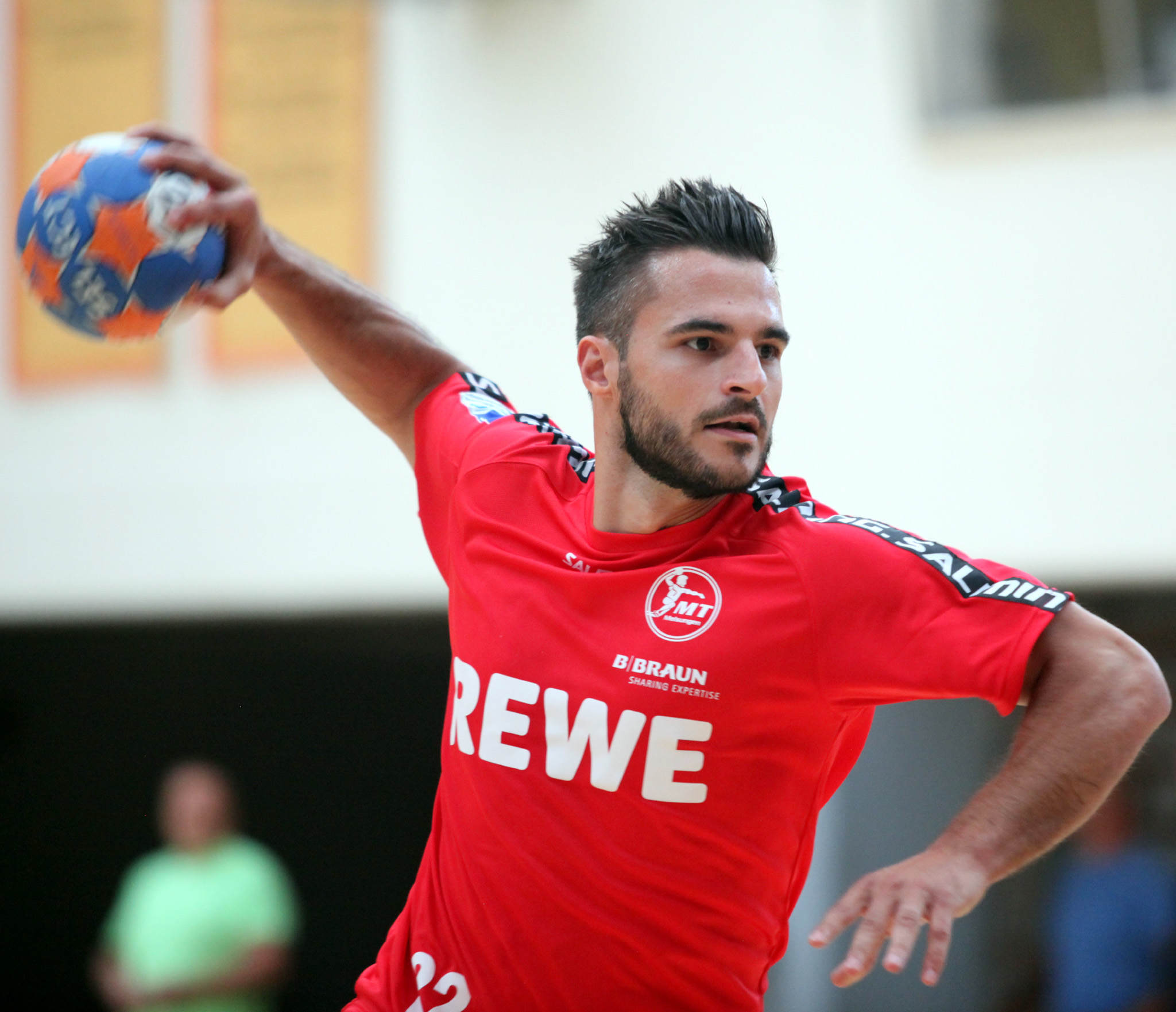
Michael Allendorf

Seine Karriere begann Allendorf beim HC VfL Heppenheim, ehe er in der C- und B-Jugend bei der HSG Bensheim/Auerbach spielte. Danach wechselte er zur SG Wallau/Massenheim, wo er zunächst in der A-Jugend-Mannschaft, später beim Regionalliga-Team und zeitweise bei der Erstliga-Mannschaft mitspielte. In seinem letzten A-Jugendjahr in Wallau feierte er den Gewinn der Deutschen Jugendmeisterschaft. Für die Junioren-Nationalmannschaft bestritt er 36 und für die Jugend-Nationalmannschaft 12 Länderspiele. 2006 wechselte Allendorf dann zur HSG Wetzlar. Mitte Januar 2010 gaben sowohl die HSG Wetzlar, als auch Michael Allendorf bekannt, dass Allendorfs Vertrag bei der HSG Wetzlar bis zum 30. Juni 2012 verlängert wurde. Am 17. Februar 2010 gab der Liga-Konkurrent MT Melsungen dann die Verpflichtung von Allendorf für die Saison 2010/11 bekannt. Bei der Vertragsverlängerung mit der HSG Wetzlar hatte es sich nur um eine mündliche Zusage von Seiten Allendorfs gehandelt, die in dieser Form unverbindlich ist. Die DHB-Spielordnung schreibt die Schriftform vor. Mit der MT erreichte er 2013, 2014 und 2020 das Final Four im DHB-Pokal, wobei Melsungen 2020 erst im Endspiel am TBV Lemgo scheiterte. In der Saison 2021/22 war der angehende Sportmanager nebenher bereits als Assistent der Geschäftsleitung tätig. Im Anschluss beendete er seine Spielerkarriere und wechselte ins Management.
Sein erstes Länderspiel bestritt er am 26. September 2007 in der Rittal Arena Wetzlar gegen Rumänien. 

## Erfolge
- Deutscher Meister mit der A-Jugend der SG Wallau/Massenheim 2005[3]
- Junioren-Europameister 2006
- Junioren-Vize-Weltmeister 2007
- DHB-Pokalfinalist 2020

## Bundesligabilanz
| Saison    | Verein               | Spielklasse | Spiele | Tore | 7-Meter | Feldtore |
| --------- | -------------------- | ----------- | ------ | ---- | ------- | -------- |
| 2004/05   | SG Wallau/Massenheim | Bundesliga  | 3      | 4    | 1       | 3        |
| 2006/07   | HSG Wetzlar          | Bundesliga  | 32     | 73   | 28      | 45       |
| 2007/08   | HSG Wetzlar          | Bundesliga  | 33     | 164  | 67      | 97       |
| 2008/09   | HSG Wetzlar          | Bundesliga  | 28     | 40   | 7       | 33       |
| 2009/10   | HSG Wetzlar          | Bundesliga  | 34     | 118  | 43      | 75       |
| 2010/11   | MT Melsungen         | Bundesliga  | 34     | 129  | 51      | 78       |
| 2011/12   | MT Melsungen         | Bundesliga  | 25     | 79   | 23      | 46       |
| 2012/13   | MT Melsungen         | Bundesliga  | 33     | 157  | 42      | 115      |
| 2013/14   | MT Melsungen         | Bundesliga  | 34     | 214  | 80      | 134      |
| 2014/15   | MT Melsungen         | Bundesliga  | 36     | 180  | 65      | 115      |
| 2015/16   | MT Melsungen         | Bundesliga  | 19     | 52   | 16      | 36       |
| 2016/17   | MT Melsungen         | Bundesliga  | 32     | 100  | 30      | 70       |
| 2017/18   | MT Melsungen         | Bundesliga  | 34     | 117  | 42      | 75       |
| 2018/19   | MT Melsungen         | Bundesliga  | 29     | 49   | 3       | 46       |
| 2019/20   | MT Melsungen         | Bundesliga  | 23     | 64   | 23      | 41       |
| 2020/21   | MT Melsungen         | Bundesliga  | 30     | 24   | 0       | 24       |
| 2021/22   | MT Melsungen         | Bundesliga  | 31     | 31   | 0       | 31       |
| 2004–2022 | gesamt               | Bundesliga  | 493    | 1595 | 521     | 1074     |

Quelle: Spielerprofil bei der Handball-Bundesliga

## Sonstiges
Allendorf ist zweifacher Vater.